# Zsidó színházművészet
Az első számon tartott zsidó színházi előadások a mantovai Jehuda de Sommo nevéhez fűződnek, első előadását (hercegi engedéllyel) 1542-ben tartotta ladino nyelven. Nagyon kevés forrás maradt fenn a XVI. sz.-i Provence-i loez (láaz) (provençal-zsidó) nyelvű, ill. a szaloniki  ladino előadásokról.
A héber nyelv reneszánsza a XVIII. sz.-ban Németországban a színházteremtő kísérletekre és a drámaírásra is hatással volt, ez Magyarországon nem jelentkezett, a helyi zsidó polgárság német, majd magyar nyelven nézte az előadásokat.
Német nyelvterületen és Kelet-Európában a világháború előtt jelentős zsidó (jiddis) színházi kultúra alakult ki. A világon az első jiddis színházat Iaşiban (Románia) alapították 1876-ban. Berlinben kiemelkedő a színháztulajdonos Richard Quarg (1844-1906), ill. a Herrnfeld-fivérek, Anton (1866-1916) és David Donat (1867-1929) színházszervező tevékenysége. Németországban (elsősorban Berlinben, de Hamburgban és másutt is) 1889-től 1936-ig létezett zsidó színház, de komoly színházi tevékenység zajlott Romániában (pl. Cernovci, Bukarest, itt jelentős a színész-rendező Avram Goldfaden (1840-1908) drámaírói munkássága, ő voltaképpen a jiddis drámairodalom első klasszikusa), és Lengyelországban (a „Wilnaer Truppe”, ez talán a korszak legszínvonalasabb zsidó társulata, ill. a „Warshauer Jiddyshes Kulturtheater” (Varsói Jiddis Kultúra Színház) is. Ester Rachel (Rokhl) Kamińska színésznő és férje Abraham Izaak Kamiński Varsóban 1913-ban zsidó színházat alapított, majd lányuk, Ida Kamińska 1948-ban az újraalapított és egyesített lódzi és varsói (immár állami) zsidó színház igazgatója lett. E színház ma is létezik, állami dotációt és komoly tengerentúli szponzori támogatást kap és Ester Kamińska nevét viseli.
1948/49-től Romániában két zsidó állami színházat is létesítettek, a bukaresti máig működik (a Iasi-i megszűnt). Goldfaden elsősorban zenés, operettjellegű színpadi munkái mellett Sólem An-Ski (1863-1920) és Sólem As (1880-1957) jiddis szerzők tevékenysége jelentős, darabjaikat elsősorban a vilnai (ma Vilnius, Litvánia) színház játszotta, és Sólem Aléchem (1859-1916), aki a fajsúlyos jiddis drámairodalom legjelentősebb alakja. Említendő még az amerikai Jacob Gordin (1853-1909) Shakespeare és Ibsen-fordítói munkássága.
Nyugat-Európában ma Ausztriában (Graz), Berlinben („Bamah - Színpad”), Rostockban („Mechaje - Éltető”) és Hamburgban („Schachar - Hajnal”) működik társulat, illetve Stockholmban („Judiska Teatern”). Európán kívül jiddis nyelven játszik néhány társulat („Yiddishspiel”, Tel-Aviv, „Yiddish Theatre”, Toronto, „Chicago Jewish Theatre” stb.) Mindenképpen megemlítendő a New York-i „Jiddis Művész Színház”, mely fénykorát Maurice Schwartz vezetése alatt, a 20-as években élte.
Az európai zsidó színjátszás egyidejűleg jiddis nyelvűséget jelent (de pl. az izraeli-palesztinai Habima (A dobogó) alakulásától, a XX. sz. elejétől héberül játszik, pedig ekkor a világ zsidóságának még csak kisebbsége [3 millió] beszélte a nyelvet.  Ismeretes, hogy a Habimát a héber nyelv ápolását előtérbe helyező Nahum Zemah (Cemach, 1887-1939) alapította varsói és bialystoki zsidó színházak fiataljaiból, a csoport 1917-ben Moszkvába költözött. Sztanyiszlavszkij felkarolta a színházalapítás ötletét, és a Habimát színháza harmadik stúdiójának ismerte el, sőt, főrendezőül Jevgeny Vahtangovot rendelte melléjük. A színháznak hamarosan komoly repertoár- és nézettségi gondjai támadtak, hiszen sem héber fordítású, vagy eredeti darabok nem álltak rendelkezésre, sem a moszkvai zsidó lakosság jellemző nyelve nem a héber, hanem a jiddis volt. A színház e korszakának feltétlenül legjelentősebb előadása An-Ski Dibuk c. darabjának előadása volt, Vahtangov rendezésében 1922-ben. An-Ski négyfelvonásos darabját eredetileg jiddis nyelven írta, de orosz színpadon is szerette volna látni ezért nyújtotta be orosz fordításban Sztanyiszlavszkijnak, aki a Habimának javasolta. A darabot Hajim Bialik költő fordította héberre. Feljegyzések szerint a próbák során Vahtangov is tűrhetően megtanult héberül. A színház 1926-ban világkörüli turnéra indult, melyet komoly anyagi zavarok nehezítettek, és többé nem tértek vissza Oroszországba, 1931/32-ben Palesztinában telepedtek le 1953-tól Tel Avivban nemzeti színházként működtek. Egyidejűleg jiddis nyelvű színházat is alapítottak Moszkvában 1920-ban (Moszkvai Állami Zsidó Színház, „GOSET”], melynek első igazgatója Alekszander Granovszkij volt.)
A Szovjetunióban egy jiddis nyelvű filmet is forgattak 1932-ben, Nosn Becker fort aheym (Nathan Becker hazatér) címmel.
A jiddis nyelvű színészképzés csak Lengyelországban megoldott (a Zsidó Színház kötelékében), ill. Ukrajnában, ahol a Karpenko-Karij Akadémia időnként zsidó osztályok képzését is indítja (1996-ban 16 hallgató volt).